# Faulungen
Faulungen ist ein Ortsteil der Landgemeinde Südeichsfeld. Er liegt im Unstrut-Hainich-Kreis in Thüringen und hat etwa 430 Einwohner.

## Geografie
Faulungen liegt im äußersten Westen des Unstrut-Hainich-Kreises, etwa 15 km westlich der Kreisstadt Mühlhausen. Nachbarorte sind Hildebrandshausen im Westen, Lengenfeld unterm Stein im Nordwesten, Struth im Nordosten und Katharinenberg im Süden.
Die Umgebung des Ortes wird durch eine Mittelgebirgslandschaft des Oberen Eichsfeldes und vom Tal der Frieda und seinen Nebentälern geprägt. Der Ort selbst ist an drei Seiten von steilen, bewaldeten Hängen eingefasst. Als höchste Erhebung gilt der nördlich gelegene Schlegelsberg (461 m ü. NN), südlich befinden sich in einem Bogen verlaufend die Spindelsburg (435 m), der Mühlberg (443 m), der Hainzenberg (451 m) und der Pfaffenkopf (451 m). Die landwirtschaftlichen Nutzflächen des Dorfes liegen überwiegend auf den Hochflächen, was deren Nutzung und Bearbeitung erschwerte. Der Faulunger Bach wird von zahlreichen Quellen und kleinen Zuflüssen gespeist und mündet bei Lengenfeld in die Frieda.

## Geschichte
Der Ort Faulungen wurde erstmals 1476 als die Faulungen und 1548 als Fawlunge, von der faulungs wisenn erwähnt.
Wesentlich älter soll die Spindelsburg westlich von Faulungen auf dem nach Nordwesten ins Haselbachtal vorspringenden Bergsporn sein. Man vermutet dort Reste einer Fliehburg. Unweit der Untermühle, noch in der Faulunger Gemarkung, wird ein Siedlungsort Grabekulle vermutet, der um 1300 bestand und dann mehrfach in Urkunden des 14. Jahrhunderts als Wüstung Erwähnung fand.
Vermutet wird am hiesigen Ort eine frühere Ansiedlung mit Namen Rudolfshausen, die im 15. Jahrhundert als Wüstung erwähnt wurde. 1420 wird dieser Ort genannt, als Apel und Hildebrand von Ershausen mit anderthalb Hufen belehnt wurden, die später an die Herren von Hanstein übergingen. 1440 belehnt der Erzbischof Diether von Nesse mit Gütern in Rudolfshausen, dessen Vorfahren den Ort zur Hälfte besessen haben sollen. Noch in heutigen Zeiten gibt es in Faulungen eine als Burg bezeichnete Stelle. 1463 gingen diese Lehen durch den Erzbischof Adolf an Siegfried von Bültzingsleben, die nochmals 1479 und 1575 in Urkunden genannt wurden. Eine genaue Lagebestimmung von Rudolfshausen ist den Urkunden nicht ersichtlich, nur die Zugehörigkeit zum Amt Bischofstein. Lediglich die Flurbezeichnungen „Burg“, „Der Hanstein“ und „Siegfriedsburg“ erinnern im heutigen Faulungen an diese Lehen. Ob bei der Belagerung der Burg Bischofstein im Jahr 1404 auch dieser Ort zerstört wurde, ist nicht bekannt.
Zum nur drei Kilometer entfernten Kloster Zella gehörten nur die Nachbarorte Struth und Effelder unmittelbar; die leibeigenen Bauern nutzten im Frühjahr 1525 die Verwirrung und Schwäche der Obrigkeit, um ihre „alten Rechnungen“ mit dem Kloster zu begleichen. Am 26. April 1525 wurde das Kloster überfallen und erstürmt, Wertsachen und Vorräte erbeutet. Noch ein zweites Mal, Wochen nach der erlittenen Niederlage in der Schlacht bei Frankenhausen, überfielen Aufständische das Kloster und legten in dem umfangreichen Gebäudekomplex Brände, wodurch das Kloster für längere Zeit unbewohnbar wurde.
Nach dem Türkensteuerregister von 1548 wohnten in Faulungen bereits wieder 22 Familien mit dem Schulzen Jakob Glorius, einem Gemeindehirten Hans Leineweber und verschiedenen Handwerkern, Wein- und Bierschenken. 1610 wurde eine Kirche gebaut und ein Jahr später eingeweiht, diese wurde 1753 durch einen Neubau erweitert.
Das Dorf Faulungen zählte um 1840 laut einer statistischen Untersuchung 633 katholische und 4 evangelische Einwohner. Es wurden weiterhin 91 Wohnhäuser, 98 Stallungen und Scheunen, die Schenke und eine Schule erwähnt. Lediglich ein Lehrer konnte angestellt werden, er unterrichtete die schulpflichtigen 60 Knaben und 41 Mädchen. Die Bevölkerung lebte noch in drückender Armut. In Faulungen betrieb man zu dieser Zeit überwiegend handwerkliche Weberei und Textilfertigung, meist als Nebenerwerb. 31 Baumwoll- und ein Leinwebstühle wurden verzeichnet. Als sonstige Gewerbe- und Handwerksbetriebe nennt die Übersicht zwei Mahlmühlen, eine Bierbrauerei, einen Fellhändler, einen Lumpensammler, einen Knecht und drei Mägde. Drei Lebensmittelhändler (Victualienhändler) und zwei Schankwirte versorgten die Lebensmittel. Der gesamte Viehbestand umfasste 9 Pferde, 101 Rinder, 161 Schafe, 45 Ziegen und 60 Schweine. Die Dorfflur umfasste 1562 Morgen Fläche, die landwirtschaftliche Nutzfläche umfasste davon 788 Morgen Ackerland, 14 Morgen Gartenland, 18 Morgen Wiesen. Ferner wurden 382 Morgen Privatwald und 360 Morgen Brachland genannt. Der Ertrag der Felder wurde als schlecht bis mittelmäßig eingeschätzt.
Die bereits erwähnte Untermühle, westlich vor dem Dorf, an der Straße nach Lengenfeld/Stein gelegen, war bis 1920 in Betrieb. Nach 1961 wurde sie als Ferienobjekt übernommen und ausgebaut. Die Ober- oder Schmerbauchsmühle liegt in der Ortslage von Faulungen, sie war Mahl- und Schneidemühle. Ihre letzten Betreiber, die Familie Otto Schmerbauch, wurden ein Opfer der Zwangsaussiedlung.
Am 21. April 1995 wurde Faulungen in die neue Gemeinde Katharinenberg eingegliedert. Mit deren Auflösung kam der Ort am 1. Dezember 2011 zur Gemeinde Südeichsfeld.

## Kultur und Sehenswürdigkeiten

### Bauwerke
Zu den Sehenswürdigkeiten im Ort zählt die von 1753 bis 1756 neu erbaute katholische Kirche St. Martin, sie ersetzte eine bereits 1611 erwähnte Vorgängerkirche. In der Ortslage und der Flur findet man zahlreiche Betkreuze, Heiligenbilder und Bildstöcke als Zeugnisse der hier noch tief verwurzelten Volksfrömmigkeit.

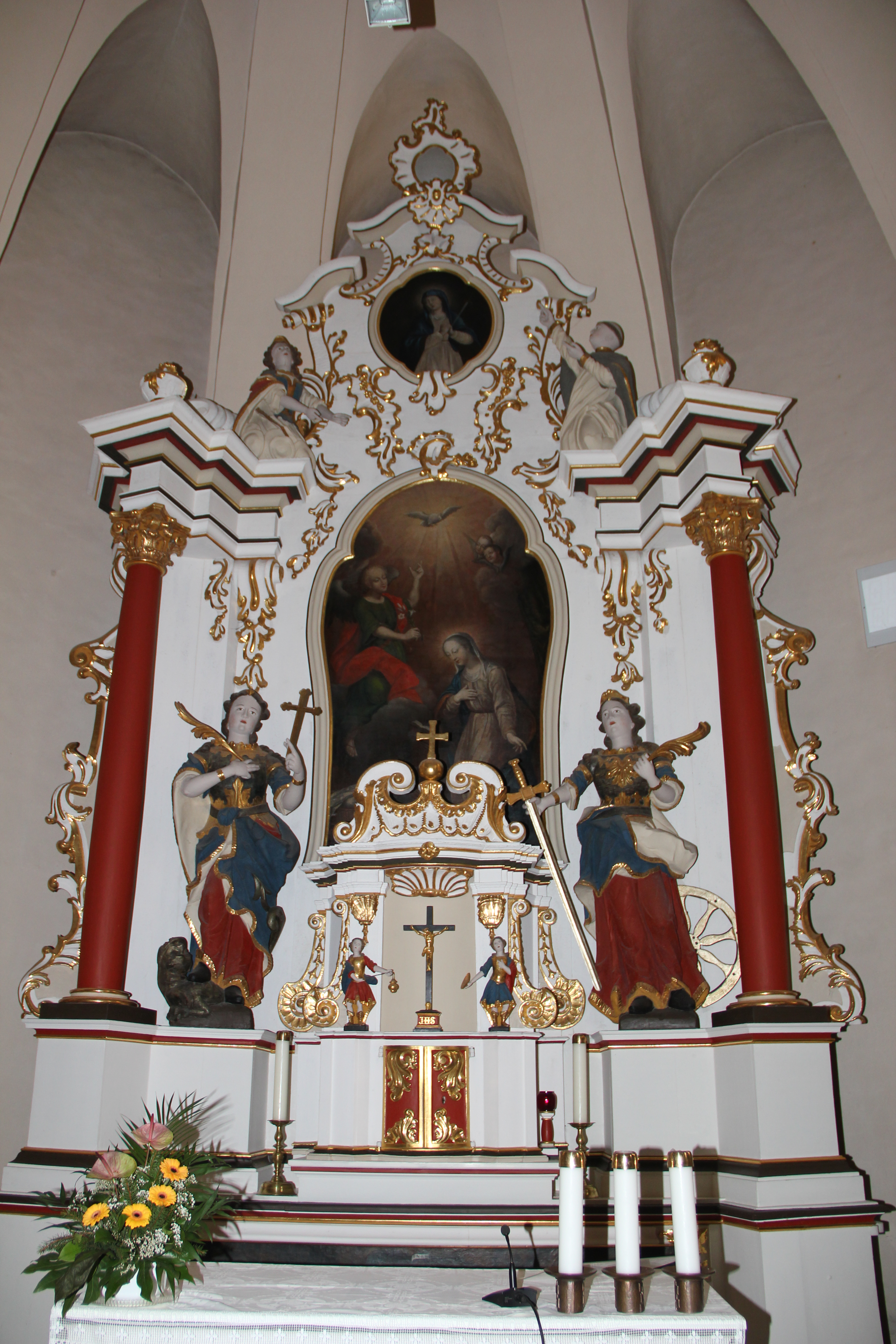
Hochaltar in der St. Martinkirche in Faulungen

### Naturdenkmale
Südlich der Ortslage erhebt sich am Westrand eines Berges mit steil abfallenden Flanken die sagenumwobene Spindelsburg. Unweit der Landesgrenze führt ein Wanderweg zur Menschenhöhle, einer unscheinbaren Felsspalte im Wald. Bemerkenswert ist auch einer der größten Eibenbestände in Thüringen, man schätzt die Zahl auf 1000 Exemplare.

### Regelmäßige Veranstaltungen
Durch eine Idee des örtlichen Kirmesvereins wurde 1999 das Faulunger Musfest begründet. Die (weibliche) Dorfbevölkerung wird bereits am Jahresanfang aufgerufen, jeweils ein Glas mit selbst erstelltem Mus bei der Jury abzugeben. Diese Gläser werden markiert und bis zum Fest eingelagert. Im Sommer findet als Dorffest die öffentliche Verkostung statt. Die Siegerin wird anschließend in einer feierlichen Zeremonie als „Faulunger Muskönigin“ gekrönt, der Titel gilt zwei Jahre. Am Samstag vor Pfingsten veranstaltet der Heimatverein im Saal des Dorfgemeinschaftshauses alljährlich einen Heimatabend.

## Sonstiges
Als Zeugnisse eines derben Volkshumors bildeten sich bereits vor Jahrhunderten Besonderheiten des jeweiligen Dorfes charakterisierende Neck- und Spitznamen heraus. Demnach lebten hier im Ort die Fühlinger Muskricken – Faulunger Muustkricken – Kricke = Rührgerät beim Muskochen.